# Estació de Vinçà
L'Estació de Vinçà (oficialment Gare de Vinça) és una estació de ferrocarril de la línia Perpinyà - Vilafranca de Conflent - La Tor de Querol, situada a la vila i comuna de Vinçà, a la comarca del Conflent, de la Catalunya del Nord.
Està situada al nord de la vila, a prop de la vora dreta, sud, del Pantà de Vinçà.
Va ser inaugurada el 3 de gener del 1877 per l'antiga Companyia de ferrocarril de Perpinyà a Prada. Aquesta estació havia permès el transport del mineral de ferro que hom extreia de les mines de Vallestàvia.

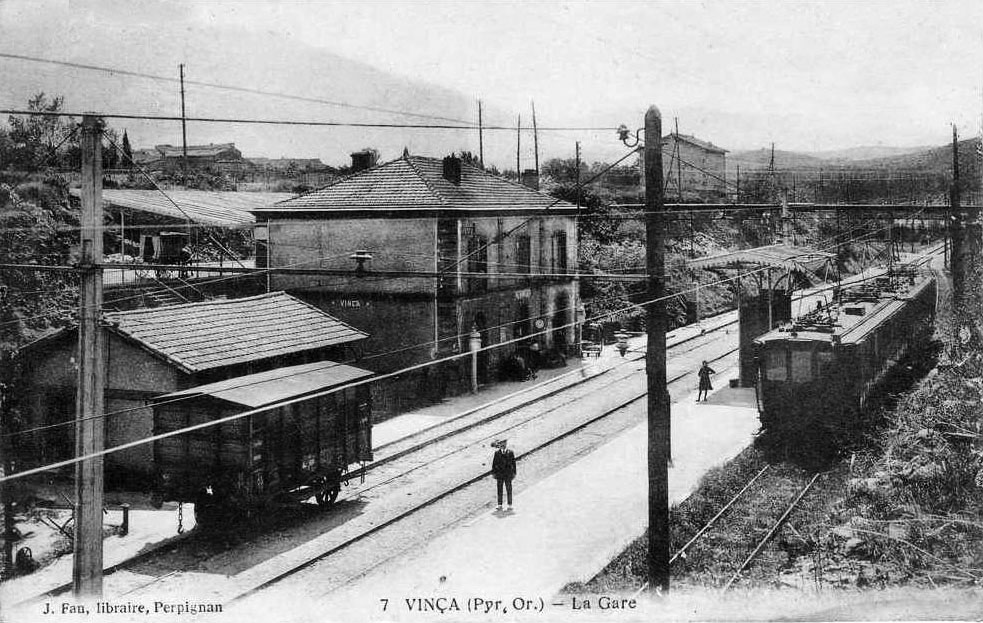
L'estació, en una postal antiga

| Procedència/Destinació       | <              | Línia | >            | Procedència/Destinació |
| ---------------------------- | -------------- | ----- | ------------ | ---------------------- |
| : Transport express régional |                |       |              |                        |
| Perpinyà                     | Domanova-Rodès |       | Marqueixanes | Vilafranca de Conflent |